# 少林寺拳法 (映画)
『少林寺拳法』（しょうりんじけんぽう、The Killing Machine）は、1975年の日本映画。主演 ： 千葉真一、監督 ： 鈴木則文、製作 ： 東映、カラー・シネマスコープ、87分。

## 解説
映画向けの脚色が加えられているものの、宗道臣が様々な困難に遭いながら少林寺拳法を創り上げるまでの半生をダイナミックに描いた作品。道臣に扮した千葉真一は、ほかの武道である極真カラテの黒帯を既に允許されていたが、本作のために少林寺拳法を修行して撮影に臨み、少林寺拳法独自の技とひねり宙返りなどアクロバティックな器械体操技を共に披露している。主な脇役としてヒロインに中島ゆたか、道臣に入門する門下生に佐藤允・誠直也・志穂美悦子、道臣を逃がす阿倍野警察署署長に丹波哲郎らが配役された。
エンディング直前に表示される「正義をともなわない力は暴力なり。力をともなわない正義は無力なり」のスーパーインポーズは、ブレーズ・パスカルの『パンセ』（-断章二九八-）からの引用である。
キャッチコピーは、「ど汚い世の中…。“法”なんてでたらめサァ！俺の“拳”で裁きをつける！」。

## ストーリー
中国大陸で中国武術を学んでいた宗道臣は義和拳の印可を受けた後、日中戦争の最中に日本軍の特務機関で諜報員として活動していたが、敗戦で失意のまま帰国。ひとまず大阪府の阿倍野に落ち着き、浮浪児たちを養っていたが、土地のヤクザや米兵らを正義感で叩きのめしたため、已む無く阿倍野を離れて四国へ渡り、香川県仲多度郡多度津町へ移った。

## キャスト
- 千葉真一 ： 宗道臣

- 佐藤允 ： 大滝憲太郎（空手家）
- 中島ゆたか ： 坂本菊
- 誠直也 ： 友田弘（道臣の門弟）
- 北林早苗 ： 宗吉野（道臣の母）
- 森秋子 ： 昌子（大滝の妻）
- 大泉滉 ： 阿倍野の警察官
- 小松方正 ： 坂井大佐
- 佐藤京一 ： 加賀（岩佐組組員）
- 河合絃司 ： 村山仙造（多度津のうどん屋）
- 達純一 ： 三好文吾
- 春田和秀 ： 少年時代の道臣
- 滝波錦司 ： 赤松組組員
- 安岡力也 ： 竹原（岩佐組組員）
- 土山登士幸 ： 小岩
- 和田真 ： 市原
- 加藤直実 ： 長谷 ※ノンクレジット
- 沢田俊彦 ： 河合
- 苅谷俊介 ： 松永軍次（柔道家）
- 星野みどり ： 村山典子（仙造の娘）
- 琳大興 ： 馬賊
- 横山繁 ： 立花光男
- 沢田浩二 ： 木村
- 宮地謙吾 ： 三井
- 角処由美 ： 宗ちえこ
- 小池朱実 ： 宗としえ
- 小池朝雄 ： 赤松栄（赤松組組長）
- 名和宏 ： 岩佐多之助（岩佐組組長）
- 室田日出男 ： 馬賊の頭目
- 志穂美悦子 ： 友田美穂（弘の妹）
- 丹波哲郎 ： 小早川信之（阿倍野警察署署長）

- 配役不明 - 佐藤晟也、杉義一、鈴木サミ、相馬剛三、久地明、高月忠、平石政男、清水照夫、ラード・ミール、アル・ティノス、三重街恒二、城恵美、章文栄、松井紀美江、東島祐子、飯塚仁樹、梅地徳彦、辻直之、岩渕英二、村松美枝子、山本緑、山之内修、佐川二郎、西本良治郎、山浦栄、春田三三夫、高橋利道、井上誠吾、木村修、松下昌司、泉福之助、山田光一、後藤健二、 尾崎ますみ、江崎泰、白取雅子、長谷川誉、菅原靖人、斧田一規、南屋洋一、生田高淳、進藤智秀

## スタッフ
※はノンクレジット
- 監督 ： 鈴木則文
- 企画 ： 吉峰甲子夫・高村賢治
- 脚本 ： 松本功
- 撮影 ： 中島芳男
- 録音 ： 宗方弘好
- 照明 ： 山口利雄
- 美術 ： 中村修一郎
- 音楽 ： 菊池俊輔
- 編集 ： 祖田冨美夫
- 助監督 ： 深町秀煕
- 記録 ： 高津省子
- 擬斗 ： 日尾孝司
- スチール ： 遠藤努
- 進行主任 ： 松本可則
- 装置 ： 井保国夫
- 装飾 ： 田島俊英
- 美粧 ： 住吉久良蔵
- 美容 ： 花沢久子
- 衣裳 ： 福崎精吾
- 演技事務 ： 山田光男
- 現像 ： 東映化学
- 協力 ： 社団法人日本少林寺拳法連盟
- ナレーション ： 納谷悟郎 ※
- 撮影所 ： 東映東京撮影所 ※

## 製作
1974年11月から製作がスタート。千葉真一と鈴木則文はこれを機に、アクション映画の可能性について話し合うようになり、鈴木は「俳優は体技と演技の二つが必要な肉体的表現」という千葉の理論を本作で実証しようとしていた。映画『女必殺拳シリーズ』で少林寺拳法の達人に扮した志穂美悦子を、擬斗・スタントだけなく女優としての演技を鍛えようと、平凡な娘役にキャスティングした。清潔で情感豊かに演じる出色の感性を見せる志穂美に、鈴木は「この娘は伸びると実感させられた」と印象を述べている。